# Idaea spissilimbaria
Idaea spissilimbaria là một loài bướm đêm trong họ Geometridae.